# مولیبدن هگزا کربونیل
مولیبدن هگزا کربونیل (به انگلیسی: Molybdenum hexacarbonyl) یک ترکیب شیمیایی با شناسه پاب‌کم ۹۸۸۸۵ است. 